# جورج شحاده
جورج شِحادِه (به فرانسوی: Georges Schehadé) شاعر و نویسنده لبنانی است.